# Identitet Kain
Identitet Kain, engelsk originaltitel The Bourne Identity, roman i thrillergenren av Robert Ludlum, utgiven första gången 1980.
Boken låg bland annat till grund för TV-serien med samma namn från 1989 samt filmen The Bourne Identity från 2002 och har också givit inspiration till den tecknade serien XIII.